# Мікробіотерієві
Мікробіотерієві (Microbiotheriidae) — родина сумчастих ссавців, з надряду австралодельфи (Australidelphia). Одна з відомих описових назв — «чилійські опосуми» (проте опосуми — окремий таксон). Це єдина сучасна родина з ряду мікробіотерій (Microbiotheria), проте відома ще одна вимерла родина Woodburnodontidae.
Родина містить тільки один нинішній вид, але є багато вимерлих родів, починаючи з палеогену і неогену. Скам'янілості цих родів були знайдені не тільки в Південній Америці, але і в північно-східній Австралії і Західній Антарктиді. Ці дані дають важливу інформацію про взаємозв'язок між американськими і південноамериканськими сумчастими.
Сучасний рід дромер — це малий сумчастий вагою 16–50 грамів, а вимерлий вид Woodburnodon casei (скам'янілості якого були знайдені на острові Сімор, Антарктида) був вагою приблизно кілограм.

## Склад ряду Microbiotheria
Ряд Microbiotheria
- родина †Woodburnodontidae
  - рід †Woodburnodon
- родина мікробіотерієві (Microbiotheriidae)
  - рід †Clenia — можливо синонім до Microbiotherium
  - рід †Eomicrobiotherium
  - рід †Ideodelphys
  - рід †Khasia
  - рід †Kirutherium
  - рід †Microbiotherium
  - рід †Mirandatherium
  - рід †Oligobiotherium — можливо синонім до Microbiotherium
  - рід †Pachybiotherium
  - рід †Pitheculus
  - рід дромер — Dromiciops
    - види Dromiciops bozinovici, Dromiciops gliroides, Dromiciops mondaca

## Етимологія
μικρόβίος — «недовговічний», θηρίον — «звір».